# Staatliche Kommission für Kunstangelegenheiten
Die Staatliche Kommission für Kunstangelegenheiten (Stakuko) war von 1951 bis 1953 ein Staatssekretariat der DDR und ging im Ministerium für Kultur auf. Sitz war zunächst die Wilhelmstraße 63 in Berlin, ab Juli 1952 der Molkenmarkt 1–3 (Palais Schwerin).

## Entstehung
Mit der Entflechtung der aufgrund des Befehls Nr. 17 der SMAD vom 27. Juli 1945 gebildeten Deutschen Verwaltung für Volksbildung entstand im August 1951 die Staatliche Kommission für Kunstangelegenheiten.

## Aufgaben und Organisation
Hauptaufgabe der von Helmut Holtzhauer geleiteten Kunstkommission war es, das künstlerische Schaffen in der DDR auf der Grundlage des Fünfjahrplanes zu fördern und administrativ zu lenken. Im Arbeitsplan für 1952 wurden als Ziele genannt: Aufschwung des kulturellen Niveaus der Bevölkerung, Erhaltung des Friedens und der künstlerischen Überlieferungen des deutschen Volkes, Kampf gegen Kosmopolitismus und Formalismus und um die realistische Methode in der Kunst, Verbreitung der Kunst unter den Massen, Änderung der Studienprogramme an den Kunstschulen, Erhöhung des Verantwortungsbewusstseins, Verbesserung der Arbeitsdisziplin, bessere Koordinierung der Arbeiten im Staatsapparat. 1953 gab die Kommission mit dem Verband Bildender Künstler Deutschlands die Zeitschrift Bildende Kunst heraus. An der dogmatischen kulturpolitischen Praxis und der rigiden Zensur der frühen fünfziger Jahre war die Kommission in hohem Maße beteiligt.
Die Kommission bestand aus dem Staatssekretariat und einem Beratergremium. Das Staatssekretariat gliederte sich in folgende Struktureinheiten: Sekretariat, Querschnittsabteilungen und die Fachabteilungen (Hauptabteilungen) „Darstellende Kunst und Musik“ (Fritz Erpenbeck, Rudolf Hartig, Hans-Georg Uszkoreit), „Bildende Kunst“ (Maria Rentmeister), Kurt Schiffner, Ernst Hoffmann, „Selbständige Abteilung Literatur“ (Arno Lenke), „Künstlerischer Nachwuchs und Lehranstalten“ (Rudolf Böhm), „Laienkunst“ (Heinz Besch), „Ständige Abteilung kulturelle Beziehungen zum Ausland“ Maria Rentmeister. Dem Beratergremium gehörten an: Hermann Abendroth, Fritz Dähn, Fritz Erpenbeck, Wilhelm Girnus, Ernst Hoffmann, Otto Lang, Otto Nagel, Maria Rentmeister, Hans Rodenberg, Hans Sandig, Achim Wolter.